# بهنجی
بهنجی (به لاتین: Behenjy) یک منطقهٔ مسکونی در ماداگاسکار است که در بخش امباتولامپی واقع شده‌است. بهنجی ۱۸٬۰۰۰ نفر جمعیت دارد و ۱٬۴۱۸ متر بالاتر از سطح دریا واقع شده‌است.